# Berre-les-Alpes
Berre-les-Alpes – miejscowość i gmina we Francji, w regionie Prowansja-Alpy-Lazurowe Wybrzeże, w departamencie Alpy Nadmorskie.
Według danych na rok 1990 gminę zamieszkiwało 857 osób, a gęstość zaludnienia wynosiła 89 osób/km² (wśród 963 gmin regionu Prowansja-Alpy-W. Lazurowe Berre-les-Alpes plasuje się na 404. miejscu pod względem liczby ludności, natomiast pod względem powierzchni na miejscu 706.).